# 天棓增十
天龍座26，又名BD+61 1678，HD 160269、SAO 17546、HR 6573，是天龍座的一颗恒星，视星等为5.23，位于銀經91，銀緯32.65，其B1900.0坐标为赤經17h 33m 57.4s，赤緯+61° 32.65′ 4″。